# شاخوره
شاخوره نام روستایی است در بحرین.
نام این روستا از شاه‌آخور فارسی گرفته شده به معنی آخور شاه.
تبار شیخ آل عصفور از علمای امامیه فقیه و حدیث‌دان به روستای شاخوره می‌رسید.